# Nowa Wieś Mała (Lewin Brzeski)
Nowa Wieś Mała (deutsch Klein Neudorf) ist eine Ortschaft in der Gemeinde Lewin Brzeski im Powiat Brzeski der Woiwodschaft Opole.

## Geographie

### Geographische Lage
Das Angerdorf Nowa Wieś Mała liegt im Südosten der historischen Region Niederschlesien. Der Ort liegt etwa vier Kilometer westlich vom Gemeindesitz Lewin Brzeski (Löwen), 16 Kilometer südöstlich von der Kreisstadt Brzeg (Brieg) und 30 Kilometer nordwestlich von der Woiwodschaftshauptstadt Oppeln. Nowa Wieś Mała liegt in der Nizina Śląska (Schlesische Tiefebene) am Rande der Dolina Nysy Kłodzkiej (Glatzer Neiße-Tal) hin zur Równina Wrocławska (Breslauer Ebene).

### Nachbarorte
Nachbarorte von Nowa Wieś Mała sind im Westen Jasiona (Jeschen), im Südosten Kantorowice (Kantersdorf) und im Südwesten Ptakowice (Taschenberg).

## Geschichte
Erstmals urkundlich erwähnt wurde der Ort im Jahr 1393 als Nuewendorff.
Nach dem Ersten Schlesischen Krieg 1742 fiel Klein Neudorf mit dem größten Teil Schlesiens an Preußen.
Nach der Neuorganisation der Provinz Schlesien gehörte die Landgemeinde Klein Neudorf ab 1816 zum Landkreis Brieg im Regierungsbezirk Breslau. 1845 bestanden im Dorf eine Scholtisei, eine evangelische Schule und 63 Häuser. Im gleichen Jahr lebten in Klein Neudorf 354 Menschen, davon 17 katholisch. 1874 wurde der Amtsbezirk Taschenberg-Michelau gegründet, welcher aus den Landgemeinden Cantersdorf, Jeschen, Klein Neudorf, Michelau, Taschenberg und den Gutsbezirken Cantersdorf, Klein Neudorf und Taschenberg bestand. 1885 zählte Klein Neudorf 436 Einwohner.
1933 hatte Klein Neudorf 348 sowie 321 Einwohner. Bis 1945 befand sich der Ort im Landkreis Brieg.
Als Folge des Zweiten Weltkriegs fiel der deutsche Ort Klein Neudorf 1945 wie der größte Teil Schlesiens unter polnische Verwaltung. Nachfolgend wurde der Ort in Nowa Wieś Mała umbenannt und der Woiwodschaft Schlesien angeschlossen. 1950 wurde es der Woiwodschaft Opole eingegliedert. Mit Abschluss des Zwei-plus-Vier-Vertrages im Jahr 1991 endete die völkerrechtliche Verwaltung des Ortes und er wurde Teil Polens. 1999 kam der Ort zum neu gegründeten Powiat Breszki (Kreis Brieg).

## Sehenswürdigkeiten

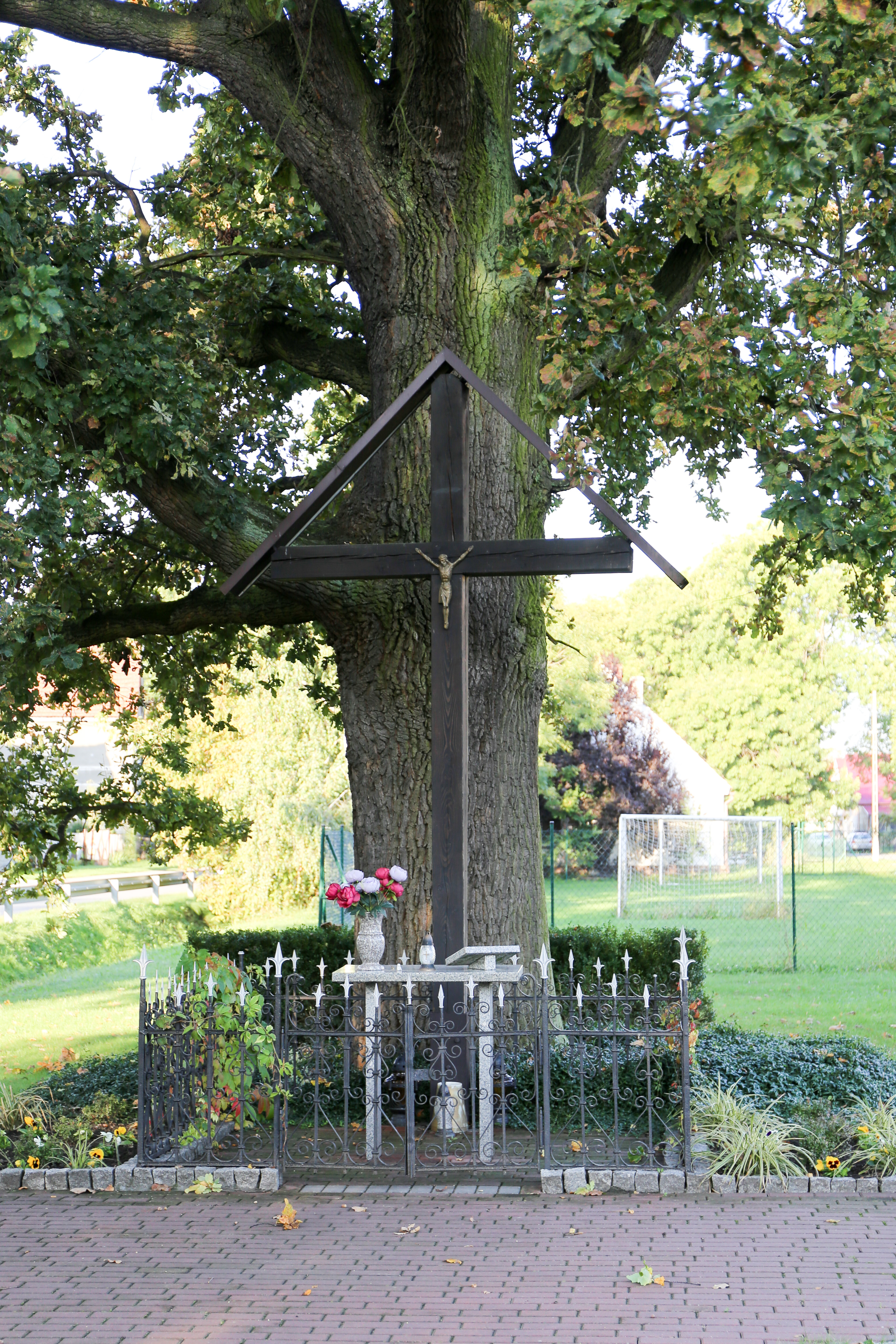
Wegkreuz in Nowa Wieś Mała

- Wegekreuz